# Serguéi Nikitin
Serguéi Yákovlevich Nikitin (en ruso Сергей Яковлевич Никитин) (8 de marzo de 1944 en Moscú, Rusia) es un cantautor, compositor y biofísico ruso. En sus conciertos actúa tanto de solista como a dúo con su mujer Tatiana Nikítina.

## Biografía y Carrera
Nikitin nació en Moscú el 8 de marzo de 1944 y fue uno de los primeros cantautores de la Unión Soviética en los años 60 cuando empezó adaptando poemas de otros poetas en sus canciones.
Entre 1962 y 1968 estudió en la Facultad de Física de la Universidad Estatal de Moscú en donde consiguió su doctorado y conoció a quién más tarde sería su esposa y pareja de dúo Tatiana Nikítina. El 1962 compondría su primera canción, V doroge (En el camino), con la letra de Iósif Utkin. Durante el tiempo que estuvo en la universidad, fundó y participó en un quinteto musical con cuatro compañeros:  Tatiana Nikítina, Carmen Santacreu, Vladímir Ulin y Nikolái Turkin. El quinteto estuvo activo entre 1968 y 1977. En 1972 el quinteto participó en el 3-er Festival de la canción política en Berlín. 
Aparte de la música, trabajó en los institutos Zelinski desde 1971 al 1980 y de Biofísica de Púschino desde 1980 al 1987.
En 1980 compuso la banda sonora de la película Moscú no cree en las lágrimas. En 1997 fue nombrado junto con su mujer Artista Emérito de la Federación de Rusia (Заслуженный деятель искусств Российской Федерации).